# AbcLinuxu.cz
AbcLinuxu je český internetový portál zabývající se hlavně operačními systémy založenými na Linuxu a svobodným softwarem. Původně jej založil Leoš Literák a od dubna 2004 do října 2010 byla provozovatelem společnost Stickfish, s.r.o. V říjnu 2010 byl portál koupen společností Argonit s.r.o., jenž je vlastněna Pavlínou Šimčákovou a dlouholetým přispěvatelem portálu Lubošem Doleželem. Od roku 2015 je portál ve vlastnictví společnosti Nitemedia s.r.o.
Mimo vydávané články portál obsahuje také zprávičky (aktuality), poradnu (diskuzní fórum), odpovědi na často kladené dotazy (FAQ), databázi hardwaru a popisem jeho podpory, databázi softwaru, blogy uživatelů nebo slovník pojmů.
V minulosti (2003 a 2005) připravil server vlastní živou linuxovou distribuci ABC Linux založenou na Knoppixu.

## Ostatní
Komunita serveru vytvořila příručku pro začátečníky „Učebnice ABC/Linuxu“.